# Судомјержице у Бехињу
Судомјержице у Бехињу (чеш. Sudoměřice u Bechyně) је насељено мјесто са административним статусом сеоске општине (чеш. obec) у округу Табор, у Јужночешком крају, Чешка Република.

## Становништво
Према подацима о броју становника из 2014. године насеље је имало 720 становника.